# Hug III de Lusignan
|  | No confondre amb Hug III de Xipre, rei de Xipre i Jerusalem |

Hug III de Lusignan (c 948 – 1012), anomenat Albus (el Blanc), va ser senyor de Lusignan, probablement el fill i successor d'Hug II. Va confirmar la donació d'un dels seus vassalls de l'església de Mezeaux a l'abadia de Saint-Cyprien i va concedir a l'abadia el bosc i el camí públic entre Lusignan i Poitiers.
Podria haver tingut relacions amb la duquessa Emma de Blois, esposa de Guillem IV d'Aquitània, ja que aquesta va imposar un impost sobre l'abadia de Saint-Maixent i li va donar els ingressos.
Es va casar amb Arsendis i tingué diferents fills
- Hug IV de Lusignan, senyor de Lusignan
- Iolanda de Lusignan
- Mahaut de Lusignan